# یواس‌اس اس-۱۳ (اس‌اس-۱۱۸)
یواس‌اس اس-۱۳ (اس‌اس-۱۱۸) (به انگلیسی: USS S-13 (SS-118)) یک زیردریایی بود که طول آن ۲۳۱ فوت (۷۰ متر) بود. این زیردریایی در سال ۱۹۲۱ ساخته شد.